# Hörken
Hörken, småort i Ljusnarsbergs socken i Ljusnarsbergs kommun belägen cirka 10 kilometer från Grängesberg.
Från sjön Norra Hörken rinner Hörksälven genom samhället och byter längre söderut namn till Arbogaån.

## Historia
Området befolkades av skogsfinnar omkring år 1600 som ägnade sig åt svedjebruk, jakt och fiske. På 1620-talet hittades koppar, silver och järn och de första hyttorna byggdes. Därefter byggdes många hyttor för framställning av tackjärn. Kyrkan stod färdig 1925. Hörkens station anlades 1876 och var under många år en viktig förbindelselänk mellan den normalspåriga Bergslagsbanan och den smalspåriga Säfsbanan som trafikerades fram till 1940-talet.

### Befolkningsutveckling
| Befolkningsutvecklingen i Hörken 1950–2015    | Befolkningsutvecklingen i Hörken 1950–2015 | Befolkningsutvecklingen i Hörken 1950–2015 | Befolkningsutvecklingen i Hörken 1950–2015 | Befolkningsutvecklingen i Hörken 1950–2015 |
| --------------------------------------------- | ------------------------------------------ | ------------------------------------------ | ------------------------------------------ | ------------------------------------------ |
|                                               |                                            |                                            |                                            |                                            |
| År                                            |                                            |                                            | Folkmängd                                  | Areal (ha)                                 |
| 1950                                          | 1950                                       |                                            | 401                                        |                                            |
| 1960                                          | 1960                                       |                                            | 336                                        |                                            |
| 1965                                          | 1965                                       |                                            | 282                                        |                                            |
| 1970                                          | 1970                                       |                                            | 247                                        |                                            |
| 1975                                          | 1975                                       |                                            | 228                                        |                                            |
| 1990                                          | 1990                                       |                                            | 179                                        | 64#                                        |
| 1995                                          | 1995                                       |                                            | 184                                        | 123#                                       |
| 2000                                          | 2000                                       |                                            | 185                                        | 120#                                       |
| 2005                                          | 2005                                       |                                            | 168                                        | 120#                                       |
| 2010                                          | 2010                                       |                                            | 141                                        | 119#                                       |
| 2015                                          | 2015                                       |                                            | 135                                        | 76#                                        |
| Anm.: Upphörde som tätort 1980. # Som småort. |                                            |                                            |                                            |                                            |